# Danski
Danski – wieś na Łotwie, w krainie Łatgalia, w novadsie Balvi. Według danych na rok 2007, miejscowość zamieszkiwało 20 osób.